# Сибирский осётр
Сиби́рский осётр (лат. Acipenser baerii) — рыба семейства осетровых, образует полупроходные и пресноводные формы.
В литературе часто встречается неправильное написание «baeri».

## Описание
Максимальная длина тела 200 см, а масса до 210 кг.
Тело веретенообразное с несколькими продольными рядами жучек. Рыло короткое, треугольной формы. Перед ртом на нижней поверхности головы расположены 4 округлых усика без бахромы. В спинном ряду 12—19 жучек, в боковых рядах с каждой стороны тела по 37—56 жучек, в двух брюшных рядах по 9—15 жучек.

## Ареал
Обитает в реках Сибири от Оби до Колымы. В Иртыше был распространён до озера Зайсан (и Чёрного Иртыша), в Оби — от Обской губы (от мыса Дровяного) до самых верховьев Оби, Катуни; заходил в Телецкое озеро. В Байкале и Зайсане образует озёрные жилые формы. Имеющиеся в литературе указания на то, что сибирский осётр заходит в Печору, в настоящее время не подтверждаются. Но в 1956 году в Печору были выпущены 18 экземпляров разновозрастной молоди (средний вес 0,4 кг) и 155 экземпляров производителей (средний вес 13,4 кг) обского осётра. В 1956 и 1957 годах зарегистрированы поимки осётра в среднем и нижнем течении Печоры, включая её дельту, а также в притоках Усе и Колве. В Оби и Енисее сибирский осётр обитает вместе со стерлядью; в Лене и Колыме это единственный представитель осетровых. Сибирский осётр имеет тупорылую (типичная) и острорылую формы. Обитающего в реках Восточной Сибири от Хатанги и далее в Лене, Яне, Индигирке сибирского осётра некоторые авторы выделяют в особый подвид — хатыс, или якутский осётр. В Байкале обитает особая форма озёрного, байкальского осётра, по своей биологии схожая с озёрным осётром из североамериканских Великих озёр. Для икрометания входит в Селенгу, значительно меньше в Баргузин. По реке Тол проходит в пределы Монголии (известен примерно в 100 км от Улан-Батора).

## Созревание и питание
Нерестилища в Оби расположены в средней и верхней Оби до слияния Бии и Катуни, в Катуни и Ануе. В Енисее нерестилища расположены на участке Ярцево—Ворогово (1500 км от устья). Сибирский осётр растёт медленно. Половозрелость самцов в Оби наступает в возрасте 9—14 лет (редко 8), самок — в 11—20 лет (редко 10). В низовьях Енисея осётр достигает половой зрелости в 18—23 года, самцы байкальского осетра созревают с 15 лет, самки — с 18 лет и позднее. Самки обского осетра нерестятся через 3—4 года, самцы — через 1—2 года; в низовьях Енисея осётр нерестится реже — через 4 года. Предельный возраст сибирского осетра — 60 лет. Питается сибирский осётр ракообразными (амфиподами), личинками насекомых (ручейники, хирономиды), моллюсками, рыбой. Сибирский осётр образует помесь с сибирской стерлядью, так называемую костерь.

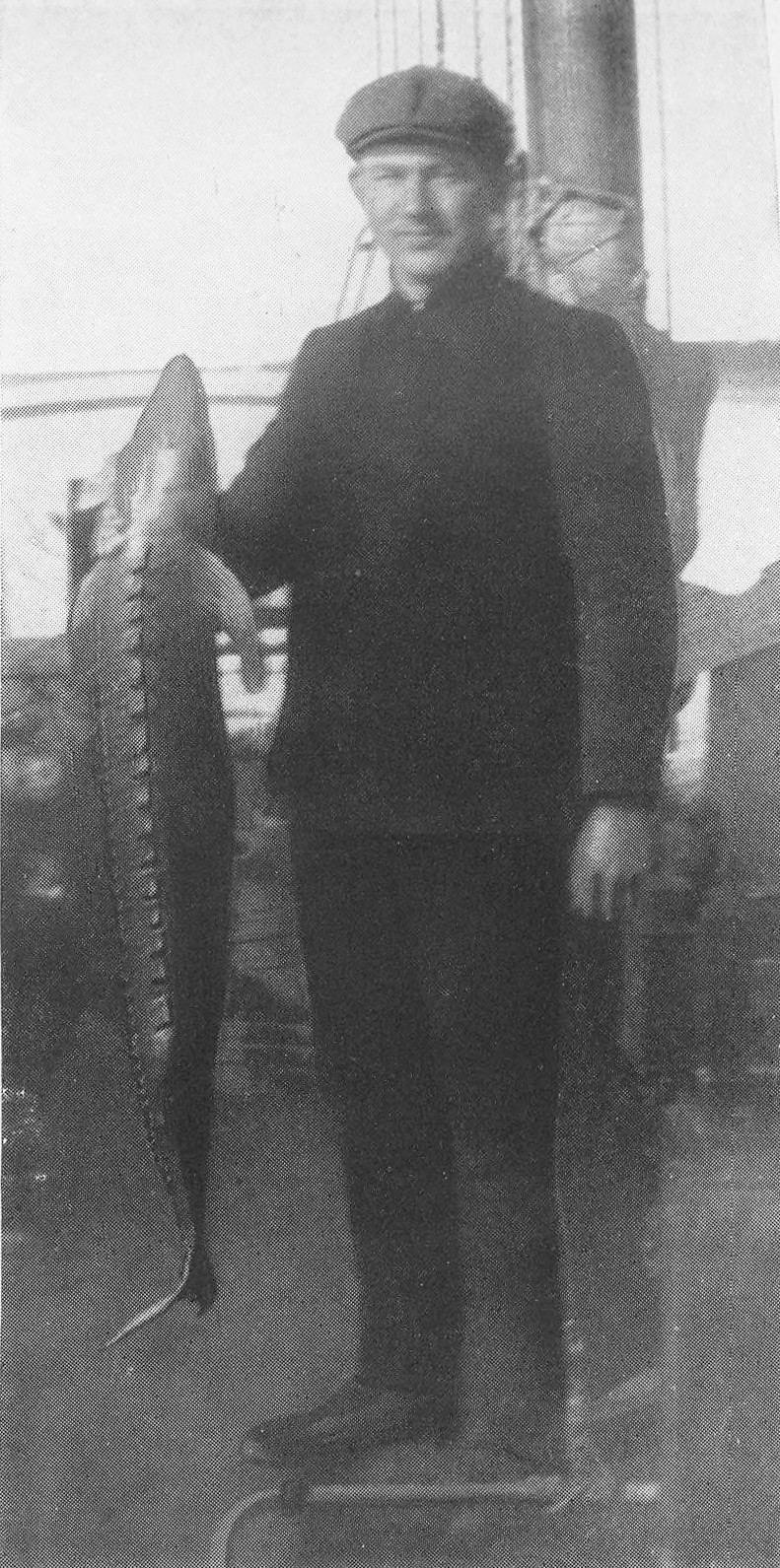
Осётр на Енисее, 1913

## Подвиды
Вид считают монотипическим или выделяют до трёх-четырёх подвидов.
- Acipenser baeri baerii Brandt, 1869 — Обский осётр[2], или западносибирский осётр[6];
- Acipenser baeri baicalensis Nikolsky, 1896 — Байкальский осётр[7], озеро Байкал;
- Acipenser baeri chatys Drjagin, 1948 — Якутский осётр[2], или якутский стерлядевидный осётр[6], его часто синонимизировали с острорылым осетром), реки от Лены до Колымы, Якутия;
- Acipenser baeri stenorrhynchus Nikolsky, 1896 (озеро Байкал, Енисей) — Восточносибирский осётр[6][7], или длиннорылый осётр[2], или острорылый осётр[6].

Однако в конце 1990-х годов доказано отсутствие различий между популяциями, что не позволяет выделять отдельные подвиды.